# Yvette Courault
Yvette Courault, née le 10 avril 1951, est une tireuse sportive française.

## Carrière
Elle est médaillée d'argent au tir couché à la carabine à 50 mètres par équipes, ainsi que médaillée de bronze au tir 3 positions à la carabine à 50 mètres par équipes aux Championnats du monde de tir 1978 à Séoul, avec Elisabeth Lesou et Dominique Esnault. Aux Championnats du monde de tir 1982 à Caracas, elle remporte la médaille de bronze au tir couché à la carabine à 50 mètres par équipes.
Elle dispute les épreuves de tir aux Jeux olympiques d'été de 1984 à Los Angeles, terminant 5e du tir à la carabine à air à 10 mètres et 23e du tir 3 positions à la carabine à 50 mètres.